# Christoph Arnold (Politiker)
Christoph Arnold (* 27. September 1839 in Wald-Michelbach; † 18. September 1893 in Darmstadt) war ein hessischer Politiker (NLP) und ehemaliger Abgeordneter der 2. Kammer der Landstände des Großherzogtums Hessen.

## Familie
Christoph Arnold war der Sohn des Wirtes Johann Georg Arnold und seiner Frau Anna Maria geborene Großmann. Er war katholischen Glaubens und mit Josefine geborene Riefel (11. Juli 1846 in Darmstadt–3. März 1896 ebenda) verheiratet. Während seines Studiums wurde er im Wintersemester 1858/59 Mitglied der Burschenschaft Germania Gießen. Christoph Arnold schlug eine juristische Karriere ein und war zunächst Gerichtsakzessist in Wald-Michelbach, bevor er ab 1869 Landgerichtsassessor in Offenbach am Main bzw. ab 1871 in Lorsch und 1875 in Darmstadt wurde. 1879 wurde er zum Richter am Amtsgericht Darmstadt II berufen. 1883 erfolgte die Beförderung zum Oberamtsrichter. 1888 wurde er Landgerichtsrat beim Landgericht der Provinz Starkenburg und 1890 1. Staatsanwalt beim Landgericht Darmstadt.
Christoph Arnold war von 1881 bis 1893 Mitglied der Landstände des Großherzogtums Hessen. Er wurde jeweils im Wahlbezirk Starkenburg 4/Wald-Michelbach gewählt.